# Flavio Darío Espinal
Flavio Darío Espinal (nacido el 22 de julio de 1957 en Santiago de los Caballeros) es jurista, politólogo, diplomático y académico dominicano. Fue el consultor jurídico del Presidente de la República Dominicana desde 2016 hasta 2020. 
Anteriormente sirvió como embajador de la República Dominicana ante la Organización de los Estados Americanos (OEA) entre 1996 y 2000 y ante el gobierno de los Estados Unidos de América entre 2004 y 2009. Ha sido representante del Estado dominicano ante la Comisión Interamericana de Derechos Humanos, la Corte Interamericana de Derechos Humanos, así como en litigios y arbitrajes internacionales.

## Formación y ejercicio profesional
El Dr. Flavio Darío Espinal posee formación en ciencias jurídicas y políticas. Obtuvo una licenciatura en Derecho (summa cum laude) en la Pontificia Universidad Católica Madre y Maestra, República Dominicana, una maestría en Gobierno en la Universidad de Essex, Reino Unido, y un doctorado en Gobierno en la Universidad de Virginia, Estados Unidos. 
También realizó el programa sobre negociación para abogados de la Escuela de Leyes de la Universidad de Harvard. Durante sus estudios recibió varias becas de prestigio internacional, entre ellas, la beca LASPAU-Fulbright y las becas de la Fundación Bradley, la Fundación Dupont y el Institute for the Study of World Politics.
Ha sido consultor tanto para empresas privadas como para el Banco Interamericano de Desarrollo (BID), el Proyecto de las Naciones Unidas para el Desarrollo (PNUD), y la OEA. Formó parte de la firma de abogados Squire Sanders & Dempsey, Peña Prieto Gamundi.
Fue miembro de la Comisión de Juristas designada por el poder ejecutivo para la elaboración del borrador de texto que sirvió de base a la Constitución proclamada por el Congreso Nacional en enero de 2010, así como miembro para la adecuación de la legislación nacional a la nueva Constitución.
Además, fue de los juristas responsables de elaborar la Ley 169-14 promovida por el presidente de la República Dominicana como respuesta a la sentencia 168-13 del Tribunal Constitucional del año 2013 que creaba un riesgo inminente sobre el derecho a la nacionalidad de los descendientes de extranjeros nacidos en la República Dominicana entre 1929 y 2007. Mediante la adopción de esta ley fue posible proteger a estas personas y asegurar reconocimiento de derechos a otras.
Es socio fundador de la firma de abogados Flavio Darío Espinal & Asociados.

## Trayectoria académica

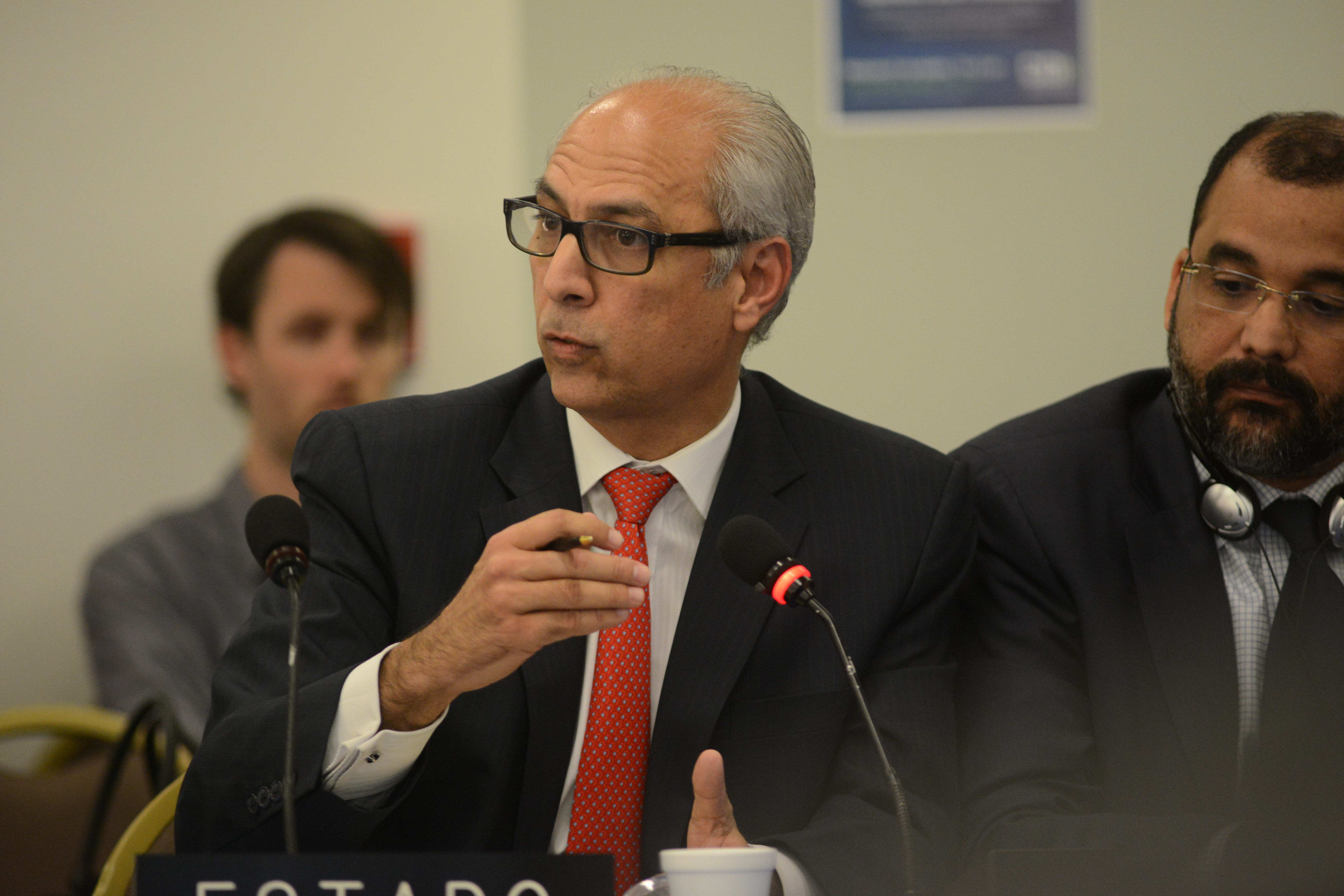
Flavio Darío Espinal en noviembre de 2015 en Washington D. C.

El Dr. Espinal fue director-fundador del Centro Universitario de Estudios Políticos y Sociales (CUEPS), Director-fundador del Centro para el Estudio, Prevención y Resolución de Conflictos (CEPREC) y Director de la Escuela de Derecho de la Pontificia Universidad Católica Madre y Maestra (PUCMM). 
Es profesor de Derecho Constitucional, Derecho Administrativo y Derecho Internacional Público. Su libro Constitucionalismo y Procesos Políticos en la República Dominicana recibió el Premio Anual de Ensayo “Pedro Henríquez Ureña”. 
Ha publicado numerosos artículos y ensayos sobre temas constitucionales y políticos en diferentes órganos académicos del país y del exterior, así como ha sido conferencista sobre temas de derecho constitucional, sistemas políticos y relaciones internacionales.
Espinal es miembro fundador de la Fundación Institucionalidad y Justicia, Inc. (FINJUS). 

## Servicio Público

### Embajador ante laOEA(1996-2000)
Fue designado Embajador, Representante Permanente de la República Dominicana ante la Organización de Estados Americanos el 22 de noviembre de 1996. A los pocos días de su llegada a la OEA,  asumió la presidencia pro tempore del Consejo Permanente, responsabilidad en la que desplegó cualidades de liderazgo que, junto a su gestión orientada a la solución de conflictos mediante el diálogo inclusivo, le merecieron la estima de sus colegas y el aprecio del entonces Secretario General César Gaviria, expresidente de Colombia.

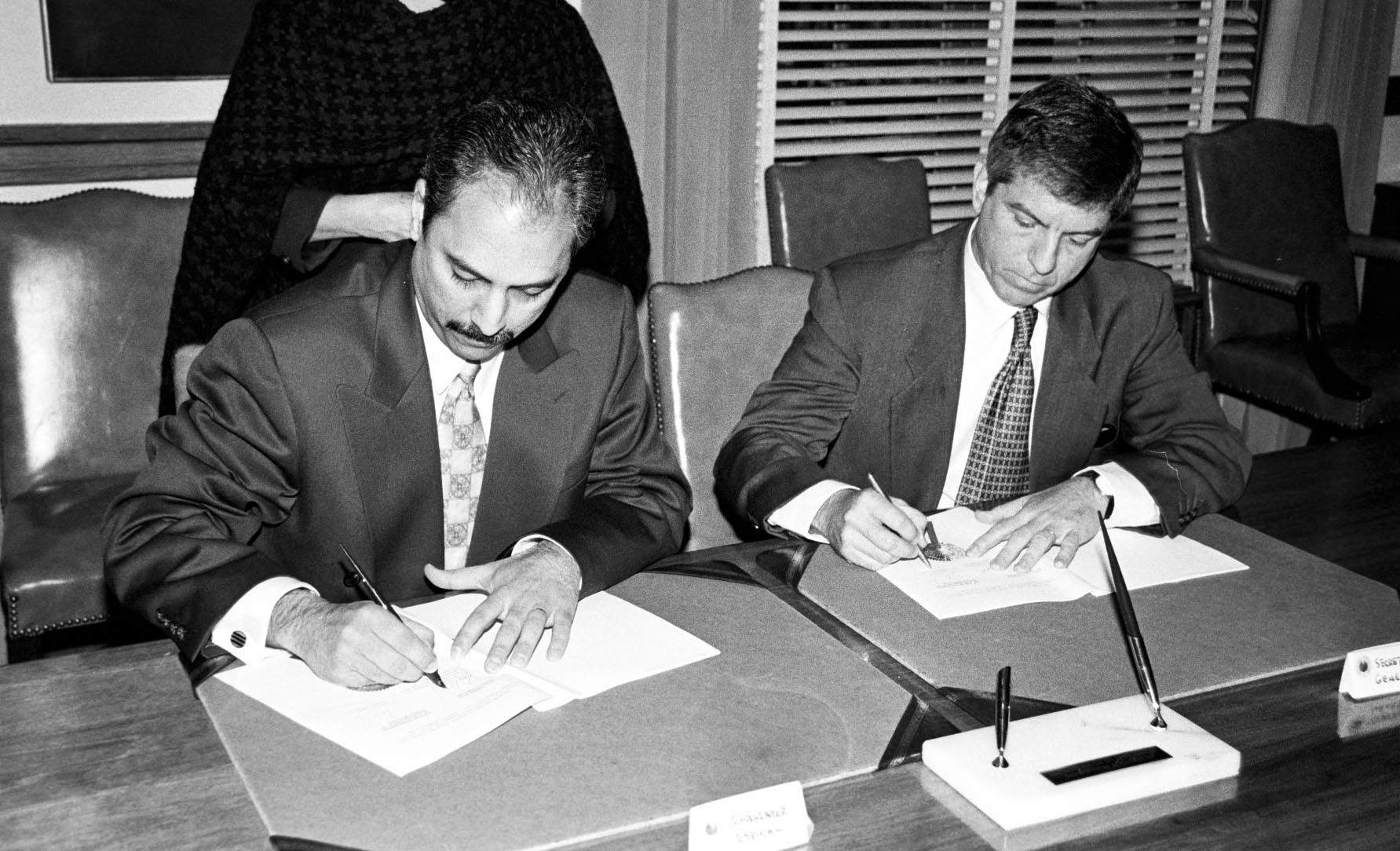
Flavio Darío Espinal y el Secretario General de la OEA César Gaviria firman acuerdo de observación electoral el 21 de marzo de 2000 en Washington D. C.

Valorando su formación académica tanto en ciencias jurídicas como en ciencias políticas en el contexto de su desenvoltura multilateral, los Representantes Permanentes de los países miembros de la OEA le auparon de modo unánime a la presidencia de la Comisión de Asuntos Jurídicos y Políticos, y a la presidencia de la Comisión de Seguridad Hemisférica. Asimismo, fue coordinador de la participación de la sociedad civil en el marco de las Cumbres de las Américas.
A través de Espinal, en las participaciones ante los órganos políticos de la OEA, la República Dominicana siempre dejó constancia del compromiso y respeto a la protección y promoción de los derechos humanos, y a la importancia de continuar trabajando en favor del fortalecimiento del sistema y de la pertinencia de mantener un diálogo abierto y permanente entre los órganos del sistema interamericano y los Estados miembros. 
Durante su gestión impulsó la aceptación de la competencia de la Corte Interamericana de Derechos Humanos en República Dominicana. Cuando el Tribunal Constitucional dominicano anuló dicha competencia en octubre de 2014, fue crítico con esta decisión y reivindicó la importancia del Sistema Interamericano de Derechos Humanos.

### Embajador en los Estados Unidos (2004-2009)

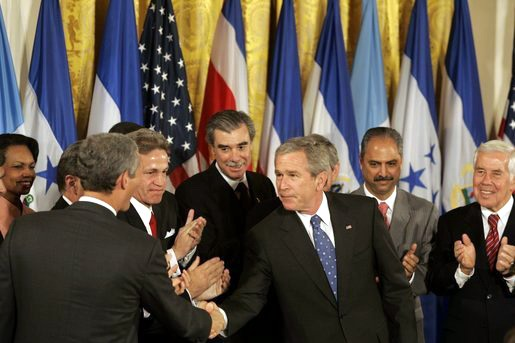
Flavio Darío Espinal junto al Presidente George Bush y otros embajadores luego de la firma del DR-CAFTA

El Dr. Flavio Darío Espinal sirvió como Embajador Extraordinario y Plenipotenciario de la República Dominicana ante el gobierno de los Estados Unidos de América durante el período comprendido entre el 23 de noviembre de 2004 al 25 de marzo de 2009. Presentó cartas credenciales el 9 de marzo de 2005.
La gestión del Embajador Espinal se destacó por un dinamismo estratégico, eficaz e innovador que contribuyó al fortalecimiento de las relaciones bilaterales de la República Dominicana con los Estados Unidos de América. 
Bajo su gestión, la Embajada de la República Dominicana desarrolló e implementó estrategias para la promoción y facilitación del comercio y la inversión, incluyendo la promoción del país como destino turístico privilegiado para el mercado norteamericano, de la calidad del cigarro y cacao dominicano de fama mundial, el apoyo al sector exportador nacional en el cumplimiento de requisitos y fortalecimiento de capacidad de comercio. Buscó profundizar las preferencias entre ambos países, ejemplo concreto siendo la implementación de una Lista de Suministro Limitado en materia textil, haciendo más competitivo la manufactura de ciertas prendas de confección. De igual modo, en su gestión la Misión tuvo la coordinación del Grupo de Trabajo de Washington (USDOS, BID, OEA, CEPAL, embajadas y socios estratégicos) para acoger con éxito la IV Reunión Ministerial Camino hacia la Prosperidad en las Américas y el V Foro de Competitividad de las Américas en la República Dominicana.
La cooperación en materia de seguridad con los Estados Unidos de América se profundizó en torno a un nuevo esquema en el cual la República Dominicana desempeñó un rol de liderazgo regional, para enfrentar juntos, coordinadamente y en torno al concepto de responsabilidad compartida, la lucha contra las amenazas comunes a la paz y seguridad, que representan el crimen organizado transnacional, tráfico de drogas, ilegal de armas, de personas, el terrorismo, entre otros males. 
En su período de gestión, el embajador Espinal desarrolló fuertes relaciones con la comunidad dominicana a través de organizaciones en distintas partes de los Estados Unidos, de manera particular en la costa Este del país, incluida Florida, Maryland, Nueva York, New Jersey, Rhode Island, Connecticut y Massachusetts, donde residen la mayor proporción de dominicanos. Dos fueron los propósitos fundamentales en torno a la protección de sus derechos y avance de sus intereses: primero, apoyar los esfuerzos que permitan el desarrollo de una voz y espacio político en los Estados Unidos, correspondientes a la importancia cuantitativa y cualitativa de la diáspora dominicana en ese país;  y segundo, facilitar los medios para que dicha comunidad continúe fortaleciendo los lazos y contribuyendo con el desarrollo de la República Dominicana.
La Embajada de la República Dominicana se destacó en la ciudad de Washington y otras urbes, durante la gestión del Embajador Espinal, por el programa sustantivo y múltiples eventos culturales que realizara, contando con una participación fiel del cuerpo diplomático, representantes del gobierno de los Estados Unidos, organismos internacionales, academia, empresariado. Además, siendo la ciudad de Washington D. C. sede de los más importantes centros de pensamiento y distinguidas universidades, en adición a los organismos internacionalesel, el embajador Espinal, reconocido académico, jurista, constitucionalista y politólogo, participó de manera frecuente durante su gestión como panelista en distintas instituciones, incluyendo el Inter-American Dialogue, Council of the Americas, Heritage Foundation, Brooking Institution, Georgetown University, George Washington University, otros.

### Consultor Jurídico del Poder Ejecutivo (2016-2020)

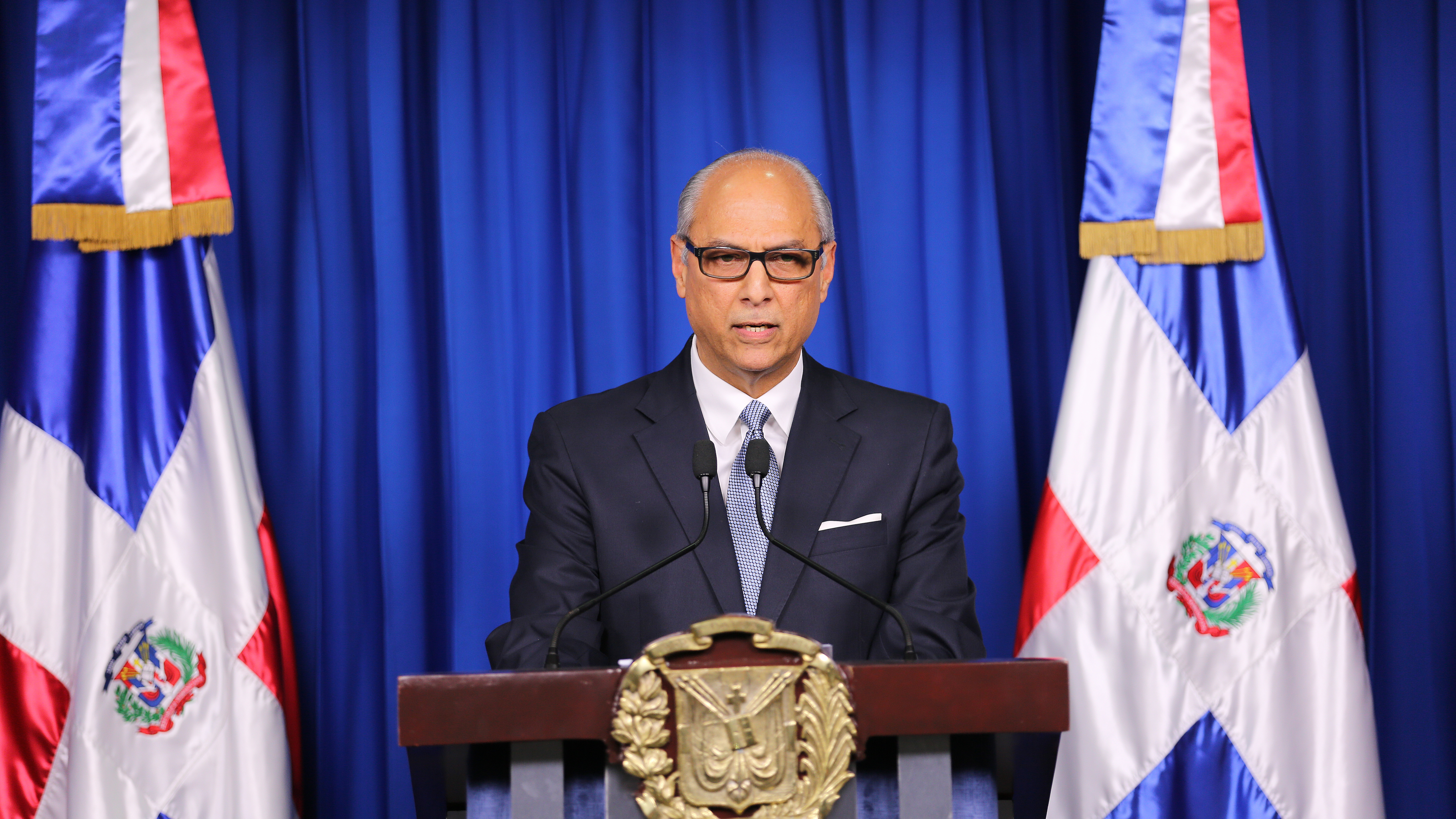
Flavio Darío Espinal en noviembre de 2018.

El 16 de agosto de 2016 el Espinal fue designado mediante decreto presidencial como asesor legal del Presidente de la República Dominicana. En esta capacidad participó en los procesos de toma de decisiones en temas jurídicos, de política nacional e internacional prestando asistencia y apoyo al presidente de la República Dominicana y a múltiples dependencias del gobierno dominicano.
El 28 de diciembre de 2018 fue propuesto al Consejo Nacional de la Magistratura por la Fundación Institucionalidad y Justicia (FINJUS) para ser presidente de la Suprema Corte de Justicia de la República Dominicana. El 28 de febrero de 2019 el Dr. Espinal agradeció la propuesta y declinó ser evaluado para dicha posición.